# Odunayo Adekuoroye
Odunayo Adekuoroye Folasade (ur. 10 grudnia 1993) – nigeryjska zapaśniczka walcząca w stylu wolnym. Trzykrotna olimpijka. Zajęła szesnaste miejsce w Rio de Janeiro 2016 w kategorii 53 kg, trzynaste w Tokio 2020 w kategorii 57 kg i ósme w Paryżu 2024 w kategorii do 57 kg.
Wicemistrzyni świata w 2017 i trzecia w 2015, 2019 i 2023. Mistrzyni igrzysk afrykańskich w 2015, 2019 i 2023. Triumfatorka igrzysk wspólnoty narodów w 2014, 2018 i 2022; trzecia w 2010. Zdobyła dziesięć medali na mistrzostwach Afryki w latach 2013 - 2024. Mistrzyni Wspólnoty Narodów w 2013, a także igrzysk Solidarności Islamskiej w 2017 i 2021 roku.